# Теорба
Тео́рба (нем. Theorbe, итал. tiorba, фр. théorbe, англ. theorbo) — струнный щипковый инструмент, басовая разновидность лютни. В Италии схожий инструмент также называли «китарроном» (итал. chitarrone, букв. «большая кифара»).
Теорба и китаррон появились примерно одновременно, в конце XVI века — в связи с необходимостью басовых инструментов в опере и других оркестровых и ансамблевых жанрах раннего барокко. С этой целью у лютни продлили гриф и натянули бурдонные басовые струны. Таким образом, у инструмента появились два колковых механизма и два резонансных ящика. Обычно теорба имеет 14 струн, в некоторых сочинениях раннего барокко используется также 19-струнная теорба.
При исполнении бассо континуо партия теорбы обычно повторяет партию небольшого органа.

## История
Распространение Теорбы началось с Италии, затем в Англии и Франции. Инструмент использовался в XVII—XVIII вв. как ансамблевый и аккомпанирующий, но постепенно вышел из употребления. В настоящее время применяется в аутентичном исполнительстве.

### Региональные различия

#### Италия
Итальянской теорба — это более простая альтернатива лютне, так как общая привлекательность его качества звука может перекрывать равнодушную игру и ленивое ведение голоса. Итальянская версия инструмента идеально подходит для аккомпанемента к голосу, поскольку может оказывать очень полную поддержку, не заслоняясь вокалистом. Диапазоны инструмента получили название «особое совершенство».

#### Англия
В Англии итальянский теорба появился в начале XVII века, но дальнейшее распространение получил вариант, основанный на английской двуглавой лютне, разработанный Жаком Готье.
Теорба, разработанный в Жаком Готье, настраивался на соль и двойные струны, и только первый курс настраивался повторно. Инструмент, настроенный на соль, гораздо лучше подходил для плоских клавиш, много английских песен или пьес, в которых использовалась теорба, были написаны плоскими клавишами, что было бы очень трудно сыграть на теорбе, настроенному на итальянский манер на ля.
Из-за больших размеров и низкой высоты звука, в Англии к XVIII веку, теорба вышел из моды и был заменен на архлют.

#### Франция
Во Франции теорба заменила лютню с 10 курсами как самый популярный аккомпанирующий инструмент. Французский инструмент имел до восьми остановленных струн и часто были немного меньше и тише итальянских. Французская версия имела длину шкалы 76 см, что делало их меньше, чем у итальянские инструменты, у которого шкала варьировалась от 85 до 95 см.

## Техника игры
На инструменте играют подобно лютне, то есть левая рука нажимает на гриф, чтобы изменять резонирующую длину струн, в то время как кончики пальцев правой руки перебирают струны. Различия техники игры между теорбой и лютней заключаются в том, что на теорбе играют большим пальцем правой руки вне руки, в отличие от лютни эпохи Возрождения, на которой играют большим пальцем под рукой. Также большой палец правой руки воспроизводит басовый диапазон и редко попадает на верхние ноты.

## Наиболее известные композиторы
- Иоганн Капсбергер
- Алессандро Пиччинини
- Анджело Микеле Бартолотти
- Беллерофонте Кастальди
- Роберт де Визе
- Чарльз Гюрель
- Этьен ле Мойн
- Скотт Филдс
- Стивен Госс
- Бруно Хельстроффер
- Роман Туровский[3] Игра на теорбе